# بالدر (شخصیت کمیک)
بالدر یک شخصیت تخیلی و ابرقرمانانه در کتاب‌های کامیک مارول کامیکس می‌باشد. این شخصیت به وسیلهٔ نویسنده استن لی و طراح جک کربی خلق شده و برای اولین بار در مجموعه سفر به راز شماره‌های ۸۵ام (اکتبر ۱۹۶۲) معرفی شد.